# Film de concert

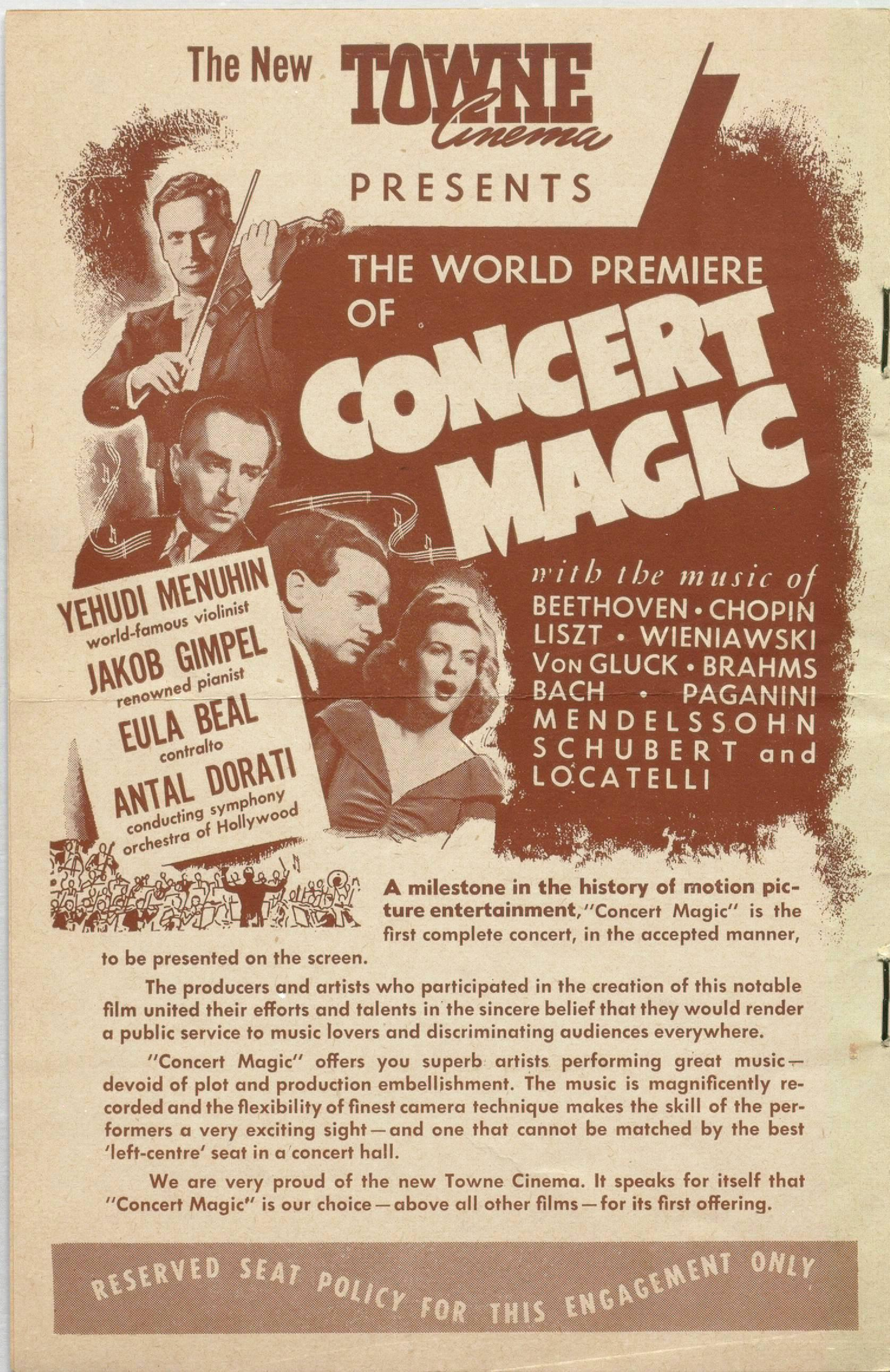
Affiche du premier concert diffusé intégralement au cinéma, 1948.

Un film de concert est un film qui capte tout ou partie d'un concert. Il s'agit à la fois d'un documentaire et d'un film musical.

## Plus grands succès au box-office
En 2023, les plus grands succès au box-office de film de concerts sont : 
1. Taylor Swift: The Eras Tour (2023)
2. Justin Bieber: Never Say Never (2011)
3. Hannah Montana et Miley Cyrus : Le Film concert évènement (2008)
4. One Direction, le film (2013)
5. Renaissance: A Film by Beyoncé (2023)
6. Katy Perry, le film : Part of Me (2012)
7. Through the Never (2013)
8. Jonas Brothers : Le Concert événement (2009)
9. BTS: Yet to Come (2023)
10. Madonna: Truth or Dare (1991)